# I sette guerrieri del Kung Fu
I sette guerrieri del Kung Fu è un film del 1973 diretto da Chang Cheh.
Film di arti marziali ispirato al romanzo storico I Briganti, uno dei quattro grandi romanzi classici cinesi.

## Trama
Cina, XIV secolo. Grazie all'intercessione della cortigiana Li Shishi, il bandito Yan Qing e la sua banda di sei fuorilegge ottengono il perdono dell'imperatore a patto di entrare a far parte del suo esercito per sconfiggere i ribelli di Hang Chow, da tempo in lotta contro i soprusi che affliggono il Paese. Falliti i primi tentativi di assalto frontale, Yang Ching e i compagni provano a infiltrarsi nella città per carpirne i punti deboli ma il piano si rivela fallimentare per colpa di Turbine Nero un guerriero incapace di controllarsi facente parte del gruppo. In questa battaglia perdono la vita tanti di questi guerrieri solo Yan Qing riesce a sopravvivere; infine Yan Qing e Wu Song, un altro guerriero, combattono insieme per sconfiggere i ribelli, riescono a vincere, ma anche loro due vengono sconfitti.

## Distribuzione
Il 18 settembre 2007 è uscito il DVD in edizione restaurata distribuita dalla AVO FILM.

## Curiosità
In questo film, collegato al precedente Le sette anime del drago, David Chiang riprende il ruolo di Yan Qing.